# Pierre Bachellerie
Pour les articles homonymes, voir Bachellerie.
Pierre Bachellerie, né le 22 décembre 1898 à Saint-Symphorien-de-Lay et mort le 31 décembre 1991 à Saint-Fons, est un coureur cycliste français, professionnel de 1923 à 1927 au sein de l'équipe Alcyon-Dunlop.
Il a participé au Tour de France 1927.

## Palmarès
- 1922
  - 3e du Circuit du Forez
- 1923
  - 3e du Circuit des villes d'eaux d'Auvergne
  - 3e du Circuit du Cantal
- 1924
  - Championnat du Rhône
  - Trophée des grimpeurs
  - Circuit du Forez
  - Circuit du Jura
  - Grand Prix de Thizy
  - 2e du Circuit de l'Allier
- 1925
  - Circuit du Jura
- 1926
  - Trophée des grimpeurs
  - Marseille-Lyon
  - 3e du Circuit des villes d'eaux d'Auvergne
- 1927
  - Trophée des grimpeurs
- 1928
  - 3e du Circuit du Forez
  - 3e de Lyon-Genève-Lyon
- 1929
  - 3e de Lyon-Genève-Lyon

## Résultats sur les grands tours

### Tour de France
2 participations
- 1924 : non-partant (4e étape)
- 1927 : non-partant (9e étape)